# 符騰堡的亞歷山大 (1771年)
符騰堡的亞歷山大（德語：Alexander Friedrich Karl von Württemberg，1771年5月5日—1833年7月4日），符騰堡國王腓特烈一世的弟弟。
亞歷山大在第二次反法同盟期間是奧地利陸軍軍官，1799年加入俄羅斯帝國陸軍。1832年從軍隊退休，隔年於哥達去世。

## 家庭
1798年，亞歷山大與薩克森-科堡-薩爾費爾德的安東妮結婚。安東妮是維多利亞女王的阿姨，她的弟弟是日後的比利時國王利奧波德一世。兩人共有4子1女：
- 瑪麗（英语：Duchess Marie of Württemberg）（1799年—1860年），薩克森-科堡-哥達公爵夫人
- 保羅（1800年—1801年），夭折
- 亞歷山大（1804年—1881年），他的孫子阿爾布雷希特在威廉二世去世後成為符騰堡王室首領
- 恩斯特（德语：Ernst von Württemberg）（1807年—1868年）
- 腓特烈（1810年—1815年），夭折